# خط أنابيب داكوتا أكسس

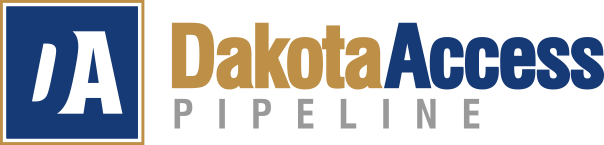
شعار خط الأنابيب

خط أنابيب داكوتا أكسس (DAPL) هو خط أنابيب طوله 1,172-ميل (1,886 كـم) تحت الأرض في الولايات المتحدة ينقل حوالى 750 ألف برميل من الزيت الخام الحلو يوميًا من حقول النفط في باكن شمال غرب داكوتا الشمالية، عبر داكوتا الجنوبية، وأيوا، إلى مستودع نفط بالقرب من باتوكا، إلينوي. وينقل 40% من النفط المنتج في منطقة باكن.
في يونيو 2014، أعلن مشروع تكلفته 3.78 مليار دولار. وبدأ الإنشاء في يونيو 2016، وانتهى في أبريل 2017، وبدأ تشغيله في مايو 2017.
وخلال رئاسة أوباما، قدرت وزارة الخارجية أن المشروع سيوفر حوالى 3900 وظيفة مؤقتة في مجال البناء و35 وظيفة دائمة بدوام كامل، وخلال رئاسة ترامب، قدرت وزارة الخارجية أن المشروع سيوفر 42 ألف وظيفة مباشرة وغير مباشرة.
يملك خط الأنابيب شركة Dakota Access، LLC، التابعة لشركة Energy Transfer Partners، مع حصص أقلية من شركة Phillips 66 ، والشركات التابعة لشركة Enbridge، وMarathon Petroleum.
اندلعت مظاهرات ضد خط الأنابيب من عام 2016 إلى عام 2017، ونظمها المعارضون لبناءه، مثل محمية ستاندنج روك سيوكس.

## تاريخ

### التخطيط، 2014-2016

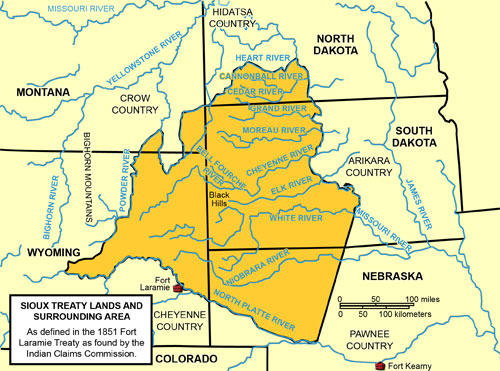
معاهدة فورت لارامي (1851) الحدودية التي استند إليها ديف أرشامبولت الثاني، معارضًا أي بناء لخط أنابيب في المنطقة.

قبل خط أنابيب داكوتا أكسس، اعتمدت داكوتا الشمالية بشكل رئيسي على السكك الحديدية لنقل الزيت الخام الحلو من باكن خلال طفرة النفط في الولاية. ارتفع إنتاج النفط من 309 ألف برميل يوميًا في عام 2010 إلى أكثر من مليون برميل يوميًا في عام 2014، متجاوزًا قدرة البنية التحتية لخطوط الأنابيب.
أعلنت شركة Energy Transfer Partners في عام 2014، عن مشروع خط الأنابيب مع حصة 25% لشركة Phillips 66. وقدرت شركة Energy Transfer Partners أن خط الأنابيب سيوفر ما بين 12-15 وظيفة دائمة وما بين 2000-4000 وظيفة مؤقتة في ولاية آيوا. وقدر الاستثمار الرأسمالي البالغ 1.35 مليار دولار بتحقيق ضرائب مبيعات بقيمة 33 مليون دولار خلال فترة البناء وضريبة الأملاك بقيمة 30 مليون دولار في عام 2017. وقد كلفت شركة Energy Transfer مجموعة "Strategic Economics Group" في غرب ديس موينز لإجرار هذا التحليل.
في سبتمبر 2014، نظمت شركة Dakota Access اجتماعًا إعلاميًا مع مجلس قبيلة Standing Rock Sioux. ونظمت اجتماعات إعلامية لملاك الأراضي في ولاية داكوتا الجنوبية وإلينوي في أكتوبر 2014،
وفي 1 ديسمبر 2014، نظمت اجتماعات إعلامية في كل المقاطعات المتضررة في ولاية آيوا. مما أدى إلى خروج المئات معربين عن دعمهم أو معارضتهم لخط الأنابيب في فورت ماديسون، وسيوكس سنتر، وأوسكلوسا، وستورم ليك، وأقيمت ندوة عبر الإنترنت لمقاطعة براون وهانكوك، إلينوي في فبراير 2015.
في 29 أكتوبر 2014، قدمت شركة Dakota Access المشروع إلى مجلس مرافق ولاية أيوا (IUB)، وبعد رفض حاكم ولاية أيوا تيري برانستاد طلبات من نشطاء المجتمع والبيئة لمنع المشروع.
في ديسمبر 2014، قدمت شركة Dakota Access طلبًا للحصول على تصريح من لجنة الخدمة العامة في ولاية داكوتا الشمالية للمسار خط الأنابيب المقترح.
في يناير 2015، قدمت شركة Dakota Access الطلب إلى (IUB).
في فبراير 2015، تقدمت بطلبات إلى إدارة الموارد الطبيعية في ولاية أيوا للحصول على تصاريح الأراضي السيادية والسهول الفيضية.
في أبريل 2015، تقدم مشروع قانون دراسة مجلس الشيوخ في ولاية أيوا رقم 1276 ومشروع قانون دراسة مجلس النواب رقم 249 بدعم من السيناتور روب هوغ (ديمقراطي من سيدار رابيدز)، وممثل الولاية بوبي كوفمان (جمهوري من ويلتون)؛ مما تطلب من شركة Dakota Access الحصول على موافقة طوعية من 75% من مالكي الأراضي على طول مسار خط الأنابيب قبل السماح باستخدام حق نزع الملكية.
وافق مجلس المرافق العامة في ولاية أيوا على خط الأنابيب في 10 مارس 2016، بتصويت 3 مقابل 0، لتكون بذلك آخر جهة تنظيمية توافق على المرافق من بين أربع ولايات. وجاءت الموافقة بعد 18 اجتماعًا، وشهادات مكتوبة مسبقًا، وآلاف التعليقات العامة، و12 يومًا من جلسات الاستماع العامة.
وتضمنت شروط الموافقة
- تأمين مسؤولية لا يقل عن 25 مليون دولار
- ضمانات بأن الشركات المالكة لشركة Dakota Access ستدفع تعويضات عن الأضرار الناتجة عن تسرب خط الأنابيب
- خطة للتخفيف من الأثر الزراعي
- جدول زمني لإخطارات البناء
- نماذج معدلة لاتفاقيات حق الارتفاق
- بيان بقبول شروط وأحكام قرار المجلس.[25]

صرحت IUB أنخط الأنابيب مع هذه الشروط، سيعزز الراحة العامة والضرورة.
وفي اليوم التالي، ذكرت الشركة أنها حصلت على حقوق ارتفاق طوعية على 82% من أصل 1295 قطعة أرض متأثرة في أيوا.
وبعد أسبوع، قدمت شركة Dakota Access طلبات إلى IUB مطالبة بمعاملة عاجلة وسرية لبدء البناء، معللة باستيفائها للشروط وأن وثائق تأمين المسؤولية الخاصة بها تعد أسرارًا تجارية بموجب قانون ولاية أيوا و"لن تخدم أي غرض عام". كما رفعت الشركة 23 دعوى استملاك ضد 140 فردًا وبنوكًا ومنجم فحم للحصول على حقوق ارتفاق عبر داكوتا الشمالية.
أظهر استطلاع رأي أجري عام 2015 أن 57% من سكان ولاية أيوا يؤيدون بناء خط الأنابيب.  كما قدر أنه سيوفر 42 ألف فرصة عمل بإجمالي 2 مليار دولار من الأجور. 

### البناء، 2016-2017
في مارس 2016، أصدرت المؤسسة الأمريكية للأسماك والحياة البرية تصريحًا لبناء أراضٍ سيادية.
في أواخر مايو 2016، الغى التصريح مؤقتًا في ثلاث مقاطعات في ولاية أيوا، حيث كان من المفترض أن يعبر خط الأنابيب نهر بيج سيوكس ومنطقة إدارة الحياة البرية بيج سيوكس؛ وهي مواقع تاريخية وثقافية لقبيلة سيوكس العليا، بالإضافة إلى القبور في مقاطعة ليون.
وفي مايو 2016، رفع مزارعو ولاية أيوا دعاوى قضائية لمنع الولاية من استخدام حق الاستيلاء على الأراضي.
في يونيو 2016، صوتت IUB بنسبة 2 إلى 1 (ليبي جاكوبس ونيك فاغنر مؤيدين، ورئيسة المجلس جيري هوسر معارضة) للسماح بمواصلة البناء على الأراضي غير السيادية.
صرح نادي سييرا بأن هذا الإجراء غير قانوني قبل أن تأذن هيئة المهندسين بالجيش الأمريكي بالمشروع.
في أواخر يونيو 2016، سُمح باستئناف البناء في مقاطعة ليون بعد تغيير الخطط لتوجيه خط الأنابيب على عمق 85 قدم (26 م) أسفل الموقع باستخدام الحفر الاتجاهي، بدلاً من الحفر الخندقي وإزعاج التربة على السطح.
في ديسمبر 2016، طعن في الموافقة أمام محكمة مقاطعة بولك.
في شهري يوليو وأغسطس 2016، وافقت هيئة المهندسين بالجيش الأمريكي على تصاريح عبور المياه وأصدرت جميع التصاريح اللازمة لبناء خط الأنابيب باستثناء تصريح واحد.
في 27 يوليو 2016، رفعت قبيلة سيوكس ستاندنج روك دعوى قضائية ضد هيئة المهندسين بالجيش الأمريكي في المحكمة الجزئية الأمريكية لمقاطعة كولومبيا.
رفض طلب إصدار قرار قضائي في المحكمة الجزئية الأمريكية في سبتمبر 2016. وفي نفس الشهر، قدمت القبيلة استئنافًا رفض بعد شهر.
في أغسطس 2016، وافقت الشركة المشتركة بين Enbridge (75%) وMarathon Petroleum (25%) على شراء حصة 49% في Dakota Access، LLC مقابل 2 مليار دولار.
انتهت الصفقة في فبراير 2017 بعد منح حق الارتفاق.
في سبتمبر 2016، تلقت وزارة العدل الأمريكية أكثر من 33 ألف التماس لمراجعة جميع التصاريح وطلب مراجعة شاملة للتأثيرات البيئية للمشروع.
في 9 سبتمبر 2016، أصدرت وزارة العدل والجيش والداخلية الأمريكية بيانًا مشتركًا لوقف المشروع مؤقتًا على الأراضي الفيدرالية الواقعة تحت خزان بحيرة أوهاي. طلبت الحكومة الفيدرالية الأمريكية من الشركة "توقفًا طوعيًا" للمشروع حتى تجرى المزيد من الدراسات في المنطقة الممتدة لمسافة 20 ميلًا (32 كيلومترًا) حول بحيرة أوهاي. ورفضت الشركة الطلب واستأنفت البناء.
في 13 سبتمبر 2016، صرح رئيس مجلس الإدارة والرئيس التنفيذي لشركة Energy Transfer Partners، كيلسي وارين، بأن المخاوف بشأن تأثير خط الأنابيب على المياه "لا أساس لها من الصحة"، وأن "الدراسات الأثرية المتعددة التي أجريت مع مكاتب الحفاظ على التراث في الولاية لم تعثر على أي عناصر مقدسة على طول الطريق"، وأن الشركة سوف تجتمع مع مسؤولين في واشنطن "لفهم موقفهم والتأكيد على التزامنا بتشغيل خط الأنابيب".
في 1 نوفمبر 2016، أعلن أوباما أن إدارته تراقب الوضع وكانت على اتصال مع هيئة المهندسين بالجيش الأمريكي لدراسة إمكانية إعادة توجيه خط الأنابيب لتجنب الأراضي المقدسة.
في 14 نوفمبر 2016، أعلنت هيئة المهندسين بالجيش الأمريكي أن "الجيش قد قرر ضرورة إجراء نقاش وتحليل إضافيين في ضوء تاريخ استيلاء قبيلة السيوكس على الأراضي، وأهمية بحيرة أوهاي للقبيلة، وعلاقتنا الحكومية، والقانون الذي يحكم حقوق الارتفاق عبر الممتلكات الحكومية".
انتقدت شركة Energy Transfer Partners إدارة أوباما بسبب "التدخل السياسي"، وصرحت بأن أي تأخير إضافي في النظر إلى هذه القضية سيضيف ملايين الدولارات شهريًا إلى التكاليف السابقة.
انتقد حاكم ولاية داكوتا الشمالية، جاك دالريمبل، القرار بأن خط الأنابيب سيكون آمنًا، وأن القرار جاء متأخرًا جدًا. وصف كريج ستيفنز، المتحدث باسم تحالف الغرب الأوسط للبنية التحتية (MAIN)، إعلانَ الهيئة بأنه محاولة أخرى لتأخيرهم، وأن إدارة أوباما اختارت تصعيد الاحتجاجات بمزيد من التقاعس.
وصرح جون هويفان، عضو مجلس الشيوخ عن ولاية داكوتا الشمالية، بأن التأخير "لن يؤدي إلا إلى إطالة الاضطرابات في المنطقة، وسيصعّب الحياة على كل من يعيش ويعمل في المنطقة".
وفي حديث كيلسي وارن إلى شبكة سي بي إس نيوز في نوفمبر، قال أنه سيمنح حق الارتفاق وبناء خط الأنابيب بنسبة 100% عند تولي دونالد ترامب الرئاسة في 20 يناير 2017. 
في 4 ديسمبر 2016، أعلنت هيئة المهندسين بالجيش الأمريكي أنه لن تمنح حق الارتفاق لحفر خط الأنابيب تحت بحيرة أوهاي وأنها كانت تعد بيان بالأثر البيئي للنظر في الطرق البديلة المحتملة.
وصرحت مساعدة وزير الجيش (للأعمال المدنية)، جو إيلين دارسي، بأن "أفضل طريقة لإتمام المشروع بشكل مسؤول وسريع هي استكشاف طرق بديلة لمسار خط الأنابيب.
ردت شركة Energy Transfer Partners، وشركة Sunoco Logistics Partners في نفس اليوم، ووصفتا توجيه البيت الأبيض بأنه ليس إلا حلقة في سلسلة من الإجراءات السياسية الواضحة والشفافة قامت بها إدارة تهمل سيادة القانون لإرضاء فئة سياسية محددة. وأضافتا أن الشركتين على ثقة تامة بقدرتها على إتمام بناء خط الأنابيب دون الحاجة لتغيير مساره في بحيرة أوهي أو حولها. ولا يؤثر أي إجراء قامت به هذه الإدارة اليوم على ذلك بأي شكل من الأشكال". 

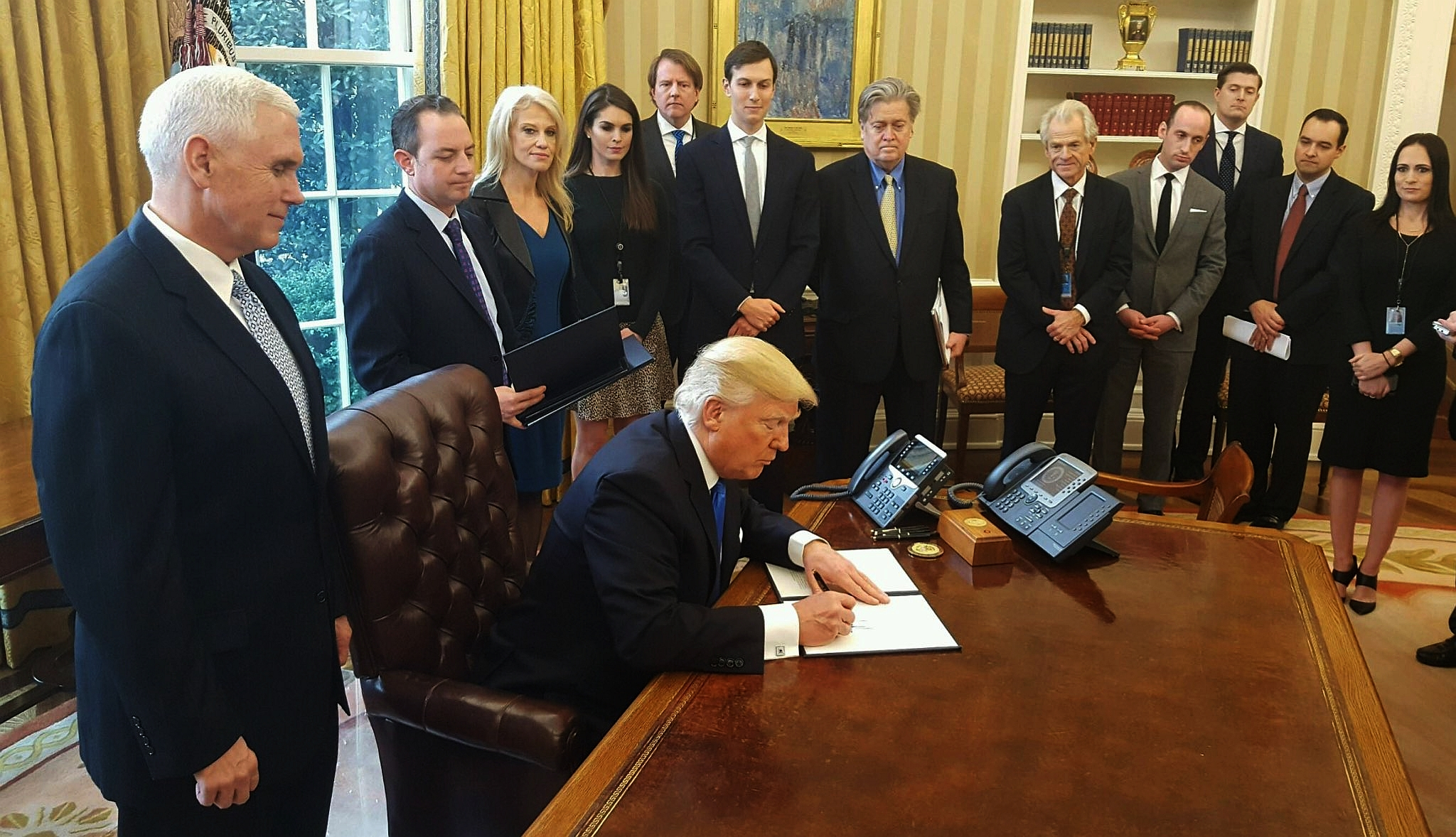
الرئيس دونالد ترامب يوقع على المذكرات الرئاسية لتعزيز بناء خطي أنابيب كيستون إكس إل وداكوتا أكسس. 24 يناير 2017

في 18 يناير 2017، قدمت هيئة المهندسين بالجيش الأمريكي إعلانًا رسميًا بنيته إجراء دراسة بيان الأثر البيئي. وقد أتاح هذا الإعلان فترة ثلاثين يومًا للتعليق عن نطاق الدراسة، التي تتناول عبور خط الأنابيب لبحيرة أوهاي. بهدف النظر في "المواقع البديلة لخط الأنابيب الذي يعبر نهر ميسوري"، والمخاطر والتأثيرات المباشرة وغير المباشرة، بالإضافة إلى حقوقهم المتفق عليها بشأن البحيرة. وفي نفس اليوم، رفض قاضي المحكمة الجزئية الأمريكية جيمس بواسبيرج طلب شركة Energy Transfer Partners بتأخير الدراسة.
بعد تنصيب دونالد ترامب الأول في يناير 2017، وقع مذكرة رئاسية بالموافقة على بناء خط الأنابيب، وصرح عن نيته "إعادة التفاوض على بعض الشروط". مما يعجل بالدراسة البيئية التي وصفها ترامب بأنها "عملية ترخيص مرهقة وطويلة ومروعة بشكل لا يصدق". وأوضحت الأوامر التنفيذية، التي تضمنت أيضًا خط أنابيب كيستون إكس إل، كيف أن إكمال خط الأنابيب سيوفر العديد من الوظائف.
في 7 فبراير 2017، أرسلت هيئة المهندسين بالجيش الأمريكي إخطارًا بالنية إلى الكونجرس الأمريكي لمنح حق ارتفاق تحت بحيرة أوهاي بعد 24 ساعة من إخطار تسليم الإشعار.
في 9 فبراير 2017، رفعت قبيلة شايان ريفر سيوكس دعوى قضائية ضد حق الارتفاق، مستشهدة بمعاهدة عام 1851، والتدخل في الممارسات الدينية للقبيلة.
كان لدى خط أنابيب داكوتا أكسس مساكن مؤقتة لعمال خط الأنابيب، الذي انتهى بناؤه في أبريل 2017.

### التشغيل، من 2017 حتى الآن
سلمت أول شحنة نفط عبر خط الأنابيب في 14 مايو 2017.
في 1 يونيو 2017، انتهى الاختبار وأصبح خط الأنابيب جاهزًا للتشغيل التجاري.
بعد مرور عام على تشغيل خط الأنابيب، أفاد موقع فوربس أنه كان ينقل أكثر من 500,000 برميل لكل يوم (79,000 م3/ي)، ونقل ما يقرب من 182.5 مليون برميل (29.02×106 م3) من النفط.
وبحلول عام 2021، أصبح خط الأنابيب ينقل 750 ألف برميل من النفط يوميًا مما يمثل 40% من النفط المنتج في منطقة باكن.
في مارس 2020، حكم قاضي المحكمة الجزئية الأمريكية جيمس بواسبيرج بأن الحكومة لم تدرس "تأثيرات خط الأنابيب على البيئة البشرية" بشكل كافٍ، وأمر هيئة المهندسين بالجيش الأمريكي بإجراء دراسة بيان للأثر البيئي.
في يوليو 2020، أمر القاضي بواسبيرج بإغلاق خط الأنابيب وتفريغه من النفط في انتظار دراسة بيئية جديدة. ألغى أمر الإغلاق المؤقت من قبل محكمة الاستئناف الأمريكية في 5 أغسطس 2020، رغم أنه يتوقع استمرار الدراسة البيئية.
في عام 2021، انحازت محكمة الاستئناف الأمريكية إلى قبيلة سيوكس ستاندنج روك وغيرها من القبائل التي رأت أنه ينبغي إجراء مراجعة بيئية شاملة (لم تكن هناك سوى مراجعة أولية في عام 2015) لقسم خط الأنابيب الذي طوله ميلين أسفل بحيرة أوهاي.
في فبراير 2022، سمحت المحكمة العليا الأمريكية بالقرار ورفضت الاستماع إلى القضية. ورغم هذه الأحكام، لا يزال خط الأنابيب يعمل بكامل طاقته حتى اليوم.